# 赤い橋の下のぬるい水
『赤い橋の下のぬるい水』（あかいはしのしたのぬるいみず）は、辺見庸の同名小説を今村昌平監督が映画化し、2001年11月3日に公開された日本映画。カンヌ国際映画祭のノミネート作品。興行収入は2.3億円。

## あらすじ
中年の失業者・笹野陽介は、ホームレスたちの集落で、人生の師であるタロウの死に直面した。
生前タロウから「盗んだ金の仏像は能登半島にある、赤い橋のたもとの家にあるから俺の代わりに仏像をもってきてくれ」と告げられていた陽介は、氷見線のある駅に降り立ち、ノウゼンカズラが咲くその家に行った。
その家から出てきたサエコのあとをつけると、彼女はスーパーで奇妙な行動をとっていた。しかも、彼女の去った跡には片方だけの銀色のイヤリングが沈む奇妙な水たまりができていた。
その家に戻ると、ミツという女性がサエコとともに、陽介を迎えていた。体の中に水がたまると悪事を働きたくなり、水を放出すると快楽を感じるという不思議な体質の彼女に惹かれ、陽介はその地に住むことになった。

## スタッフ
- 監督：今村昌平
- 原作：辺見庸『赤い橋の下のぬるい水』（文藝春秋刊）、『くずきり』（『ゆで卵』所収、角川書店刊）
- 脚本：冨川元文、天願大介、今村昌平
- 音楽：池辺晋一郎
- 撮影：小松原茂
- 美術：稲垣尚夫
- 編集：岡安肇
- 照明：山川英明
- 録音：紅谷愃一
- 記録・スクリプトエディター：中田秀子
- 助監督：谷口正行
- 音響効果：斉藤昌利
- 技斗：二家本辰巳
- 録音：アバコクリエイティブスタジオ、TMP（東映音楽出版）南麻布スタジオ
- スタジオ：日活撮影所
- 現像：IMAGICA
- ロケ協力：氷見市、富山県、氷見漁業協同組合　ほか
- 製作者：豊忠雄、伊藤梅男、石川冨康
- ラインプロデューサー：松田康史
- プロデューサー：飯野久
- 製作総指揮：中村雅哉
- 企画：猿川直人
- 製作：日活、今村プロダクション、バップ、衛星劇場、マル
- 配給：日活

## キャスト
- 役所広司：笹野陽介
- 清水美砂：逢沢サエコ
- 中村嘉葎雄：黒眼鏡・釣りの老人
- ミッキー・カーチス：ヒゲ・釣りの老人
- 矢野宣：ハゲ・釣りの老人
- 坂本スミ子：山田昌子
- 北村有起哉：魚見新太郎
- 小島聖：田上美樹
- ガダルカナル・タカ：立花泰造
- 夏八木勲：魚見正之
- 不破万作：ゲン
- 北村和夫：タロウ
- 倍賞美津子：逢沢ミツ
- 田口トモロヲ、でんでん、高田渡、三谷昇、根岸季衣、三国一夫 ほか

## 備考
タロウ役は当初露口茂に打診されたが、露口が体調不良を理由にこれを断り、タロウ役は北村和夫で撮影されることになった。
本作は富山県氷見市にて撮影が行われた。